# Letztes aus der Da Da eR
Letztes aus der Da Da eR, Alternativschreibung Letztes aus der DaDaeR, ist eine deutsche Filmsatire der DEFA von Jörg Foth aus dem Jahr 1990. Sie beruht auf verschiedenen Clownspielen von Mensching & Wenzel und gilt Kritikern als filmischer Abgesang auf die DDR.

## Handlung
- Breakfast in Sing-Sing: Die beiden Clowns Meh und Weh sitzen im Gefängnis und erhalten von der bewaffneten Gefängniswärterin wie immer zwei gekochte Eier zum Frühstück. Anschließend verlassen beide mit ihren Koffern, einem Schwimmring und einer Babypuppe über eine herabgelassene Strickleiter das Gefängnis und die Gefängniswärterin zerschießt einige Gasmasken.
- Es ist mir eine besondere Ehre: Meh und Weh halten vor seriösen Personen verschiedene Dankesreden und verleihen sich gegenseitig verschiedene Orden und Ehrenzeichen, die sie dem jeweils anderen durch die Kleidung ins Fleisch stechen, bis beide zusammenbrechen. Applaus brandet auf und beide werden aus dem Saal getragen. Ein Postbote kommt zu spät. Im Bauch eines Müllfahrzeugs fahren sie durch Berlin und singen das Lied Brüder kommt die Füße hoch wir tanzen. Ihre Reise endet an einer Müllhalde, beide werden ausgeladen und wandern durch den Müll davon.
- Acheron: Meh und Weh befinden sich an einem See, den ein singender Fährmann befährt. Er singt Zeitel aus Prediger, Kap. 1 Alles Irdische ist eitel. Meh und Weh lassen sich vom Fährmann übersetzen und singen das Shanty; beide Lieder vermischen sich.
- Hölle: Beide Clowns landen in einem Zementwerk. Weh will eine Prinzessin befreien. Beide nehmen den linken Weg und singen Zeit und Geld vergänglich Gut. Beide erinnern sich an alte Zeiten und sprechen über einen Sketch, den sie in den 1980er Jahren nicht aufführen durften. Sie singen Undank ist der Welten Lohn.
- Einige Sekunden später: Die Gefängniswärterin holt neue Kohlen vom Hof. Weh und Meh fahren mit der Bahn. Später kommen sie laut fluchend in eine Vorstellung und präsentieren auf einer kleinen Revuetreppe das Lied Dankchoral. Anschließend kehren sie ins Gefängnis zurück, wo Meh kurz seine Stimme verliert, die er wahrscheinlich mit in die Wahlurne gesteckt hat, da er bis dahin noch eine hatte. Weh holt die Stimme wieder. Sie unterhalten sich über die Zerrissenheit der Welt, die erste und die dritte Welt und ihr Irgendwodazwischenleben.
- Eine deutsche Walpurgisnacht: Weh und Meh haben sich in eine Wiedervereinigungsfeier gemischt. Hier sprechen sie clownesk-kritische Dinge, singen Durch schlechte Nächte schwankt ein Marsch der Trauer und werden von den Anwesenden angefeindet und ausgegrenzt, bis sie schließlich gehen. Wenig später sitzen sie in einer ehemaligen Grenzzone und singen Halb und halb, bis sie an den Touristen vorbei aus der Zone gehen. Die Gefängniswärterin sucht weiter Kohlen zusammen und stellt fest, dass sie kein zerrisseneres Volk als die Deutschen kennt.
- Im Paradies: Weh und Meh kommen zu einer Anhöhe, auf der Menschen in Tierkostümen in Käfigen gehalten werden. Sie kriechen in den Käfig des Affen, der englisch mit ihnen spricht und sein Revier verteidigt. Menschen kommen vorbei, gaffen in die Käfige und schießen schließlich mit Platzpatronen auf einige der freigelassenen „Tiere“, die sich anschließend totstellen. Weh und Meh eilen davon. Der Postbote erreicht beide und bringt Weh ein Paket. Er hat es vor 20 Jahren für Meh bestellt: Es enthält eine elektrische Piko-Eisenbahn. Beim Zusammenbauen der Bahn, die sich als Notenständer entpuppt, kommt es zum Streit und Chaos und beide stürzen schließlich zu Boden. Es ertönt das Lied Ach, Deutschland.
- Oh mein Papa: Weh und Meh sind in ein Schlachthaus gegangen und stellen eine Faust-Szene mit eigenen Dialogen nach. Sie erkennen, dass die Szene nicht lustig war, da niemand gelacht hat. Beide rekapitulieren, dass früher mehr gelacht wurde, heute jedoch nicht mehr. Sie hören, dass Menschen in der Nähe sind und begeben sich in die Schlachträume. Es folgen Szenen der Tötung von Kühen mittels Elektroschock, des Aufhängens der Kadaver und des Entblutens. Weh und Meh robben nun an einem Skelett vorbei durch ein Museum und singen Flug gebucht ins Niemandsland. Sie eilen schließlich aus dem Museumsraum.
- Die neue Zeit: Die beiden Clowns gehen über eine Brücke und rufen immer wieder „Jawoll, selbstverständlich“. Später singen sie in einem Bahnhof Tote Hunde soll man nicht wecken, bis sie an einen Fernsehapparat kommen, aus dem ein Moderator von einem historischen Moment berichtet. Weh und Meh sehen, dass die Demolierung ihres Gefängnisses begonnen hat, und eilen hin. Während sie sich die Dinge von einem Drehkran aus ansehen, werden im Inneren die Gefangenen freigelassen. Das Lied Die Clowns gehör’n erschossen ertönt und beide Clowns werden anschließend von den Gefangenen gejagt. Ihnen gelingt die Flucht gen Paris.
- Epilog: Weh und Meh befinden sich mit der Gefängniswärterin auf einem Friedhof. Sie sehen ein an das Gelände angrenzendes Gebäude, an dessen Fenstern zahlreiche Deutschlandfahnen hängen. Hundegebell ertönt, in das Weh und Meh nach einiger Zeit einstimmen. Die Kamera bleibt auf einer Grabinschrift ruhen: „Auf Wiedersehn!“

## Produktion

### Vorgeschichte und Drehbuch
Die Clowns Weh und Meh wurden von Steffen Mensching und Hans-Eckardt Wenzel bereits Anfang der 1980er Jahre entwickelt. Regisseur Jörg Foth hatte das Duo über die Autorin Irina Liebmann Mitte der 1980er Jahre kennengelernt und mit Hans-Eckardt Wenzel bereits 1988 bei der Verfilmung von dessen Bühnenwerk Tuba wa duo zusammengearbeitet. Als im Oktober 1989 deutlich wurde, dass innerhalb der DEFA auch Independent-Filme entstehen könnten, kam Foth im Dezember 1989 auf Mensching & Wenzel zu. Gedacht war, eine Zusammenstellung von Stücken aus ihren Bühnenwerken Neues aus der Da Da eR (1982), Altes aus der Da Da eR (1989) und dem Clownspiel Letztes aus der Da Da eR, „ein[em] dadaistische[n] Abgesang auf die Heimat“, der im Februar 1989 erstmals auf die Bühne gekommen war, zu verfilmen. Innerhalb einer Woche verfassten Mensching und Wenzel das Drehbuch, das auch während des Drehs weiterhin kontinuierlich bearbeitet wurde. Es enthielt neben Szenen und Liedern aus den einzelnen Bühnenprogrammen auch neue Szenen: Sämtliche Teile des Films, die nicht ausschließlich Mensching & Wenzel zeigen, wurden extra für den Film geschrieben bzw. von bereits bestehenden Szenen auf die neue Situation hin umgeschrieben. Eine Besonderheit ist die Verwendung von literarischen Zitaten in Film. Sämtliche Textzeilen Irm Hermanns stammen aus der Feder von Friedrich Hölderlin, während Christoph Hein ausschließlich Gustave Flaubert und Arno Schmidt zitiert.

### Drehorte
Letztes aus der Da Da eR wurde innerhalb von 23 Drehtagen vom 27. März bis 7. Mai 1990 an folgenden Orten gedreht:
- Breakfast in Sing-Sing: ehemaliges Amtsgerichtsgefängnis in Berlin-Köpenick
- Es ist mir eine besondere Ehre: Großer Hörsaal der Akademie für Staat und Recht in Potsdam-Babelsberg, Mülldeponie in Potsdam (Betriebsteil Schöneiche)
- Hölle: Leuna-Werke, Zementwerke Rüdersdorf
- Einige Sekunden später: ehemaliges Amtsgerichtsgefängnis Berlin-Köpenick; Reichsbahndirektion Schwerin – Schmalspurbahn Bad Doberan
- Eine deutsche Walpurgisnacht: Schierke im Harz, Brocken
- Im Paradies: Hellersdorfer Kippe, Berlin
- Oh mein Papa: Schlachthof Potsdam, Altes Museum Berlin, Naturkundemuseum
- Die neue Zeit: S-Bahnhof Potsdamer Platz, ehemaliges Amtsgerichtsgefängnis Berlin-Köpenick
- Epilog: Alter Garnisonfriedhof Berlin

Die Szenen der Ordensverleihung sollten ursprünglich im Ballsaal des Staatsratsgebäudes gedreht werden. Dies untersagten die Behörden jedoch. Die Szene Hölle sollte ursprünglich in den Leuna-Werken gedreht werden, doch wurde die Drehgenehmigung kurzfristig zurückgenommen, sodass nur wenige Außenaufnahmen entstanden. Die Innenaufnahmen fanden schließlich in den Zementwerken Rüdersdorf statt.

### Musikstücke
Die Handlung wird von verschiedenen Musikstücken begleitet. Die Musik wurde vom DEFA-Sinfonieorchester unter der Leitung von Manfred Rosenberg eingespielt. Folgende Titel sind im Film zu hören:
- Dankchoral (Text: Wenzel, Mensching / Musik: Wenzel)
- Brüder kommt die Füße hoch wir tanzen (Wenzel, Mensching / Wenzel)
- Zeit und Geld vergänglich Gut (Wenzel, Mensching / Wenzel)
- Undank ist der Welten Lohn (Wenzel, Mensching / Wenzel)
- Durch schlechte Nächte schwankt ein Marsch der Trauer (Wenzel, Mensching / Wenzel)
- Halb und Halb (Wenzel, Mensching / Wenzel)
- Flug gebucht ins Niemandsland (Wenzel, Mensching / Wenzel)
- Tote Hunde soll man nicht wecken (Wenzel, Mensching / Wenzel)
- Shanty (Wenzel, Mensching / Wenzel, Staskowiak)
- Ach Deutschland (Wenzel, Mensching / Wenzel, Staskowiak)
- Die Clowns gehör’n erschossen  (Wenzel, Mensching / Wenzel, Staskowiak)

Die Lieder werden von Mensching & Wenzel gesungen, das Lied vom Fährmann singt Bass Gerd Wolf. Einige Lieder werden vom Kammerchor des Berliner Rundfunksinfonieorchesters unter der Leitung von Sebastian Weigle begleitet.

### Rezeption
Letztes aus der Da Da eR, dessen Produktionskosten sich auf eine Million Mark beliefen, sollte kurz vor der Deutschen Einheit in die Kinos kommen, die zunächst offiziell auf den 15. Oktober gelegt war. Der Festakt wurde jedoch auf den 3. Oktober 1990 vorverlegt – Letztes aus der Da Da eR erlebte am 7. Oktober 1990 im Berliner Kino Babylon seine Premiere und damit bereits im wiedervereinigten Deutschland. Zu dieser Zeit „lagen die Widerborstigkeiten der Clowns schon in der herrschenden Linie“, so Frank-Burkhard Habel rückblickend.
Dennoch war der Film wie „in einem Niemandsland gedreht und blieb staatenlos“: Es war der erste DEFA-Film, der nicht vom Progress Film-Verleih übernommen und verliehen wurde. Während die Zuschauer im Osten den Film begeistert aufnahmen, zeigten sich die Kritiker irritiert bis ablehnend. Eher umgekehrt war es im Westen Deutschlands, auch wenn verschiedene Filmfestivals eine Aufführung des Films ablehnten. Er erlebte am 2. Juli 1991 auf dem DFF seine Fernsehpremiere. Erst im September 2009 wurde Letztes aus der Da Da eR in den USA auf DVD veröffentlicht und erlebte seine Festivalpremiere im November 2009 im britischen Leeds. In Deutschland wurde der Film erstmals 2009 vom Label Matrosenblau auf DVD herausgebracht, während DEFA-Filme in der Regel von Icestorm vermarktet werden.

## Kritik
Die zeitgenössische Kritik bemängelte, dass den Texten der Clownspiele für die Verfilmung „manch aktuelle Bezüglichkeit genommen“ wurde, das „filmische Beiwerk“ von Foth und Plenert mit Müllhalden, Gefängnis und Friedhof jedoch immer wieder sehenswerte Szenen hervorbringe. Für Henryk Goldberg war der Film „vielleicht der letzte grimme Jux, den das Filmwesen der DaDaeR sich machte. Gewissermaßen der filmpolitische DaDa(eR)ismus“.
Rückblickend wurde der Film in Beziehung zu anderen DEFA-Filmen der Zeit bewertet: „Was kann man sehen in Letztes aus der DaDaeR, in Banale Tage, in Der Straß oder Das Land hinter dem Regenbogen? Exzentrik um beinahe jeden Preis, Zitate, Zitate, Zitate. Farcen und Grotesken. […] Fast allen Nachwendefilmen [der DEFA] sieht man den Wunsch an, der sich rasant verändernden Wirklichkeit irgendwie gerecht zu werden.“ Für den film-dienst war Letztes aus der Da Da eR „[e]in loser Bilderbogen kabarettistischer Nummern von Künstlern aus der DDR über den tristen Alltag und die Befindlichkeit der DDR-Gesellschaft. Da für die Kabarett-Bühne konzipiert, wirkt die Revue auf der Leinwand häufig unstrukturiert und überfrachtet, vermittelt aber trotzdem viel vom Lebensgefühl der Menschen in der ehemaligen DDR, der Agonie und der Endzeitstimmung.“ Cinema bemerkte knapp: „Bitter-ironisch, nichts für Ostalgiker“.